# 朱士達
朱士達（18世纪？—1854年），江蘇揚州府寶應縣（今江蘇省寶應縣）人，清朝官员、同進士出身。
朱彬子，朱士彥弟。嘉慶二十二年（1817年），登進士，署黟縣知縣、南凌知縣、霍山知縣，授懷甯知縣。后升任壽州知州、鳳潁捕盜同知。道光九年，任鳳陽府知府。后署廬鳳道。道光十三年，署徽甯池太廣道、授廣西左江道。道光十六年，授雲南迤東道。道光二十年，任四川按察使、陝西按察使。道光二十二年，任湖北布政使。